# Joannes Gerardus Antonius Rutten

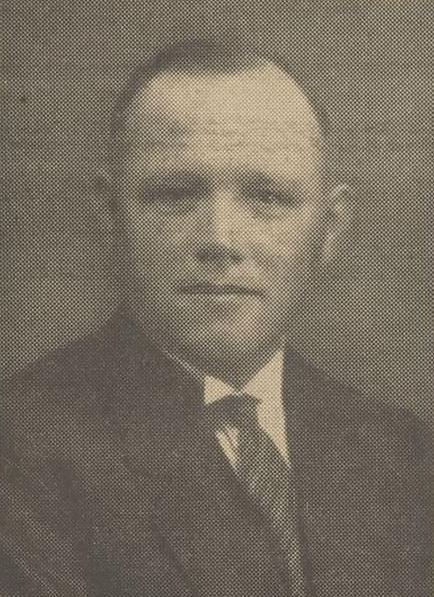
J.G.A. Rutten (1934)

Joannes Gerardus Antonius Rutten (Wanssum, 13 augustus 1897 - Well (L), 26 november 1976) was een Nederlands politicus van de KVP.
Hij was burgemeester van Broekhuizen en vervolgens van de toen nog aparte twee gemeenten Wanssum en Meerlo. 
Rutten was een zoon van Tweede Kamerlid Peter Johannes Rutten. Hij overleed ten gevolge van een ongeval.